# Philipp Otto Mayer
Philipp Otto Mayer (* 29. Juli 1855 in Bad Dürkheim in der damaligen bayrischen Pfalz; † unbekannt) war ein deutscher Militärjurist und Reichsmilitärgerichtsrat.

## Leben
Mayer studierte an der Universität Würzburg, wo er ein Mitglied des Corps Rhenania war, dessen Vorstand er angehörte. Er war im Dienst der königlich-bayrischen Militärjustiz in Landau in der Pfalz, München und am Reichsmilitärgericht in Berlin tätig. Mayer verfasste zahlreiche Bücher zu Fragen der Militärjustiz und anderen Gebieten der Rechtswissenschaft. Er war mit Marie Weber verheiratet. Zu ihren Kindern gehörten die Pädagogin Mathilde Mayer und Paula Mayer, die 1912 den Ingenieur Martin Theusner heiratete.

## Werke (Auswahl)
- Der Offizier als Organ des Militärstrafverfahrens. E. S. Mittler & Sohn, Berlin 1899
- Die Militär-Straf-Gerichts-Ordnung für den Gebrauch des Offiziers. München 1900
- Umlagen und Steuerreform in Bayern. Witters Verlag, Neustadt an der Haardt 1916
- Die Beseitigung der Gemeindeumlagen. Schweitzer, München 1917
- Erörterungen aus dem allgemeinen und dem Militärstrafrecht. Vahlen, Berlin 1908 (Band 1) und 1913 (Band 2)